# Aristide Quillet
Pour les articles homonymes, voir Quillet.
Aristide Ambroise Quillet, né le 18 octobre 1880 à Villiers-Adam et mort le 30 avril 1955 à Paris 16e, est un encyclopédiste et lexicographe français.

## Biographie
Son père, Napoléon Ambroise Quillet, carrier, meurt à 43 ans d'un accident du travail, en 1891. Sa mère morte trois ans plus tard, un parent, Léchauguette, recueille l'adolescent qui devient apprenti menuisier. Gravement malade, il abandonne. Lors de sa convalescence il rencontre un libraire. C'est ainsi qu'en 1895, à l'âge de 14 ans, il arrive chez son tuteur, libraire à Bessancourt.
Après avoir occupé un poste de comptable chez un marchand de tissus, il fonde, en 1898, une maison éditrice de cartes postales, les Éditions Aristide Quillet.
Sa maison change de nom en 1902, devenant la Société Aristide Quillet et compagnie, puis en 1905, la Librairie commerciale Aristide Quillet et enfin en 1914, la Librairie Aristide Quillet.

Il lance en 1912 l’Encyclopédie socialiste, syndicale et coopérative de l’Internationale ouvrière dirigée par Adéodat Compère-Morel, entreprise interrompue par la Première Guerre mondiale, et qui sera achevée en 1921. 

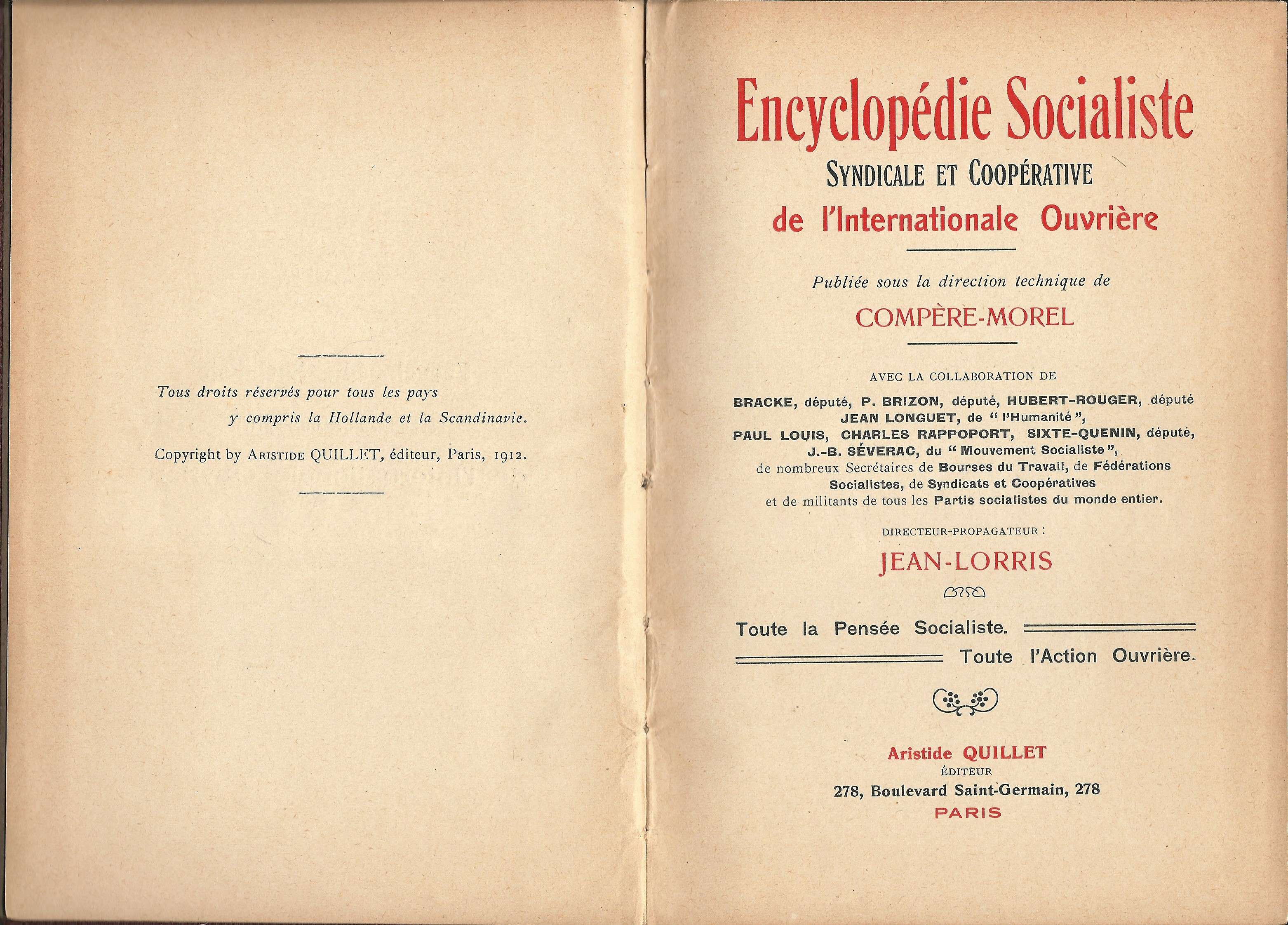
Frontispice de l’Encyclopédie socialiste.

En 1919, il lance l’hebdomadaire Floréal. En 1920, il lance la collection La Nuée bleue.
Aristide Quillet a donné son nom au Dictionnaire encyclopédique Quillet que Raoul Mortier a dirigé, en 6 volumes. Il a été publié pour la première fois en 1934. Cette année-là, Quillet rachète la Librairie médicale Maloine, fondée en 1887 par Alexandre Maloine.
Il a aussi édité l'Encyclopédie autodidactique Quillet, le Dictionnaire Quillet de la langue française et une Histoire générale des religions sous la direction de Maxime Gorce et Raoul Mortier.
Aristide Quillet fut au début du siècle dernier à la tête d'un véritable empire industriel.
Il fut maire de Villiers-Adam pendant 22 ans, de 1929 à 1940, puis de 1944 à 1955.
Il a reçu la médaille de la Résistance et était grand officier de la Légion d'honneur.

## Postérité
Les Éditions Aristide Quillet ont survécu à la mort de leur fondateur : la société est reprise par Jean Rocaut, son gendre, qui meurt en 1975. Ensuite, ce sont ses deux fils, Christian, et Guy Rocaut qui dirigent l'entreprise jusqu'au rachat partiel par Matra en 1980 — la dernière édition du Dictionnaire encyclopédique Quillet remonte à 1990.